# 호세 마리아 레무스
호세 마리아 레무스(스페인어: José María Lemus, 1911년 7월 22일 ~ 1993년 3월 30일)는 1956년부터 1960년까지 엘살바도르의 대통령으로 재임한 인물이다. 본명은 호세 마리아 레무스 로페스(스페인어: José María Lemus López)이다.
도밍가 로페스(母)의 아들로 태어났다. 코랄리아 파라가와 결혼하여 7명의 자녀를 두고 있다.
1956년 대선에 단독 출마하여 당선되었다. 전임자인 오스카르 오소리오가 실시했던 정책들을 계승하지 않았으며, 커피 수입을 줄임으로써 커피값을 줄이는 데 성공했으나, 오히려 반정부 시위의 요인으로 적용하였다.
그는 대부분의 군사 독재자들에 비해 상당히 민주적이었다.  정치적인 이유로 망명생활을 강요당하던 수많은 사람들의 귀국을 허용하였으며 많은 정치범들을 석방했다. 그는 인도주의적, 민주적으로 통치하였으나, 1960년 쿠데타로 실각하였다.
1993년 사망하였다.